# ميرديث ويلسون
ميرديث ويلسون (بالإنجليزية: Meredith Willson)‏ (و. 1902 – 1984 م) هو موزع (موسيقى)، وملحن، وعازف بيانو، وكاتب أغاني، من الولايات المتحدة الأمريكية، ولد في آيوا، توفي في سانتا مونيكا، كاليفورنيا، عن عمر يناهز 82 عاماً.

## التعليم
تعلم في مدرسة جوليارد.

## جوائز وترشيحات
حصل على جوائز منها:
- وسام الحرية الرئاسي.

ترشح لـ:
- جائزة الأوسكار لأفضل موسيقى تصويرية، عن عمل: الديكتاتور العظيم
- جائزة الأوسكار لأفضل موسيقى تصويرية دراماتيكية أصلية، عن عمل: الذئاب الصغيرة.

## وصلات خارجية
- ميرديث ويلسون على موقع IMDb (الإنجليزية)
- ميرديث ويلسون على موقع ميوزك برينز (الإنجليزية)
- ميرديث ويلسون على موقع أول موفي (الإنجليزية)
- ميرديث ويلسون على موقع قاعدة بيانات برودواي على الإنترنت (الإنجليزية)
- ميرديث ويلسون على موقع قاعدة بيانات برودواي على الإنترنت (الإنجليزية)
- ميرديث ويلسون على موقع إن إن دي بي (الإنجليزية)
- ميرديث ويلسون على موقع أول ميوزيك (الإنجليزية)
- ميرديث ويلسون على موقع ديسكوغز (الإنجليزية)
- ميرديث ويلسون على موقع قاعدة بيانات الفيلم (الإنجليزية)